# Alfred A. Haase

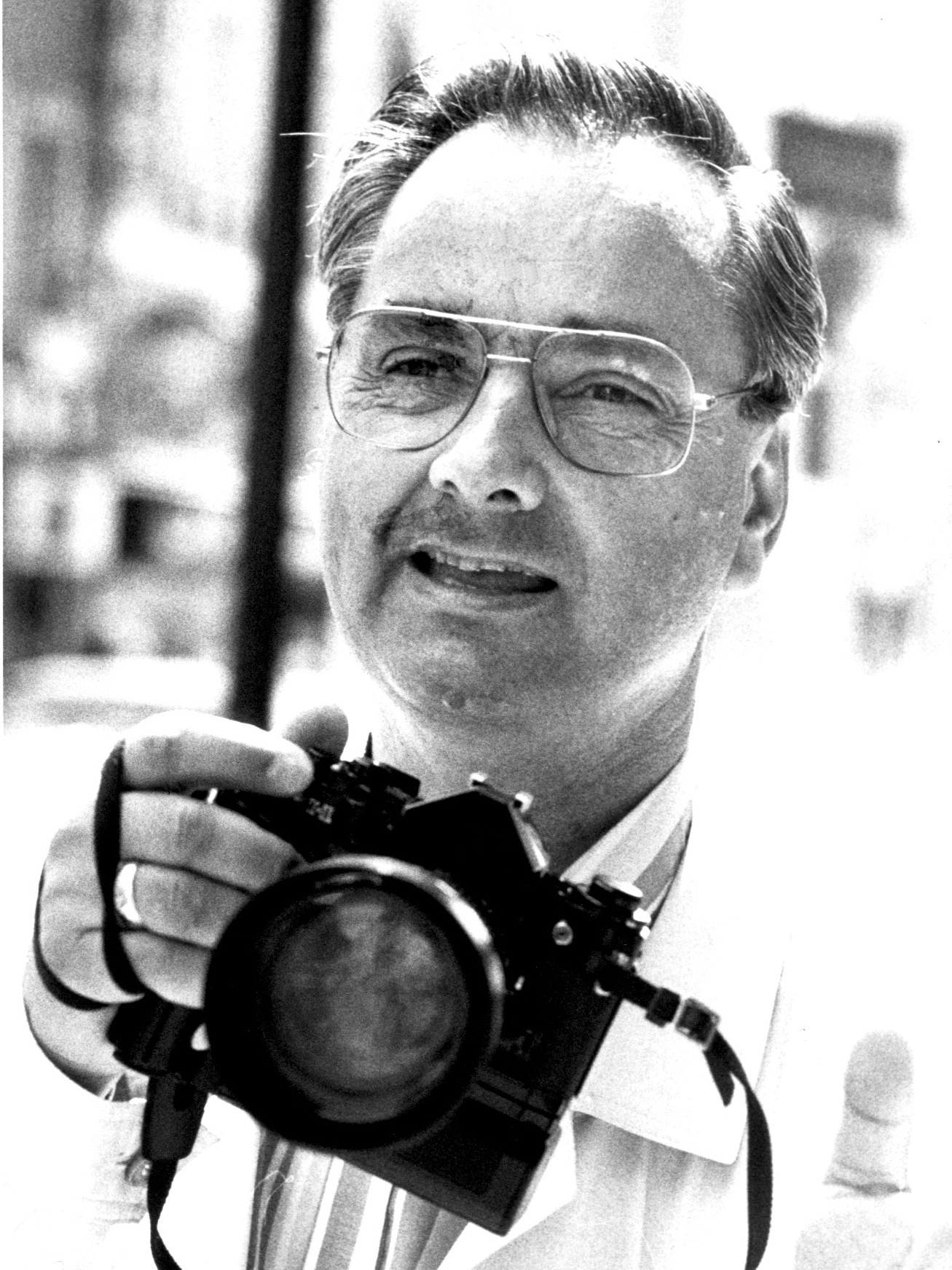
Alfred A. Haase 1978

Alfred Alois Haase (* 21. September 1929 in Trautenau, Tschechoslowakei; † 11. Januar 2017 in München) war ein deutscher Presse- und Bildbandfotograf.
Von Mitte der 1950er bis Mitte der 1990er Jahre war Haase ein Hauptvertreter der Pressefotografie in München. Seine mit Hans-Günter Richardi (Text) herausgegebene Monografie Burgen, Schlösser und Klöster in Bayern (1978) mit über 300 Fotos ist bis heute ein Standardwerk zu diesem Thema.

## Leben und berufliche Laufbahn
Schon im Alter von 10 Jahren besaß Haase eine erste eigene Kamera (Agfa Billy Clack). Nach der Vertreibung aus der Tschechoslowakei 1945, seiner Heimat im Riesengebirge, lebte Haase für einige Jahre in Oberösterreich. 1953 übersiedelte er nach München, das zu seiner „zweiten Heimat“ wurde.
Eine zweijährige Ausbildung zum Pressefotografen am Institut für Bildjournalismus in München (1953–1955) schloss Haase als Jahrgangsbester ab. Danach arbeitete Haase freiberuflich für verschiedene Tageszeitungen, illustrierte Wochen- und Halbmonatszeitschriften, Monatszeitschriften, Fachzeitschriften und Presseagenturen. Für die Illustrierten fotografierte Haase unter anderem Reportagen im In- und Ausland. Seit 1965 war Haase ständiger Mitarbeiter der Münchner Abendzeitung.
Als „rasender Reporter“ dokumentierte Alfred A. Haase das Tagesgeschehen und überregional bedeutsame Ereignisse im Raum München. In den vier Jahrzehnten seines Wirkens fotografierte Haase nicht nur den sprichwörtlichen „kleinen Mann“ in seinen verschiedenen Facetten, sondern auch ungezählte Politiker, gekrönte und ungekrönte Häupter, Kirchenfürsten, Wirtschaftsführer, Wissenschaftler, Künstler, Sport-, Funk- und Fernsehgrößen, Personen der Zeitgeschichte sowie Repräsentanten von High Society und Jetset aus aller Welt.
Folgende Fotomotive von Alfred A. Haase wurden zu Klassikern:
- das Kommunardenpaar Uschi Obermaier und Rainer Langhans (1969)[8]
- Silvia Sommerlath (die spätere Königin Silvia von Schweden) in „Maske“ auf dem Faschingsball „Karneval in Rio“ im Münchner Hotel Bayerischer Hof (um 1970) sowie als Chefhostess der Olympischen Spiele in München (1972)[9];
- Leere Autobahn an einem autofreien Sonntag während der Ölkrise (1973)[10];
- Porträt des Schriftstellers und Drehbuchautors Patrick Süskind (1986)[11].

Seit 1956 war Alfred A. Haase Mitglied, von Januar 1988 bis April 1994 auch stellvertretender Vorsitzender der Fachgruppe Bild im Bayerischen Journalistenverband (BJV). Mit Nachdruck setzte sich Haase für eine Verpflichtung der Zeitungsverlage ein, bei der Veröffentlichung von Fotos den Namen des Fotografen zu nennen. Bei Textbeiträgen war die namentliche Nennung der Autoren längst gängige Praxis.
In den Jahren 1983 bis 1985 schrieb Alfred A. Haase für die Zeitschrift fotoMAGAZIN eine Reihe von Praxisberichten über Neuheiten auf dem Kameramarkt.
Seit 1994 befand sich Alfred A. Haase im Ruhestand. Haases fotografischer Nachlass (einschließlich der Fotos zu Burgen, Schlösser und Klöster in Bayern) wird vom Archiv des Süddeutschen Verlags sowie vom Handarchiv der Münchner Abendzeitung verwaltet.

## Bildbände
- Burgen, Schlösser und Klöster in Bayern (mit Hans-Günter Richardi; Text); Ringier, München u. a. 1978, ISBN 3-85859-051-7.
- Dachau. Führer durch die Altstadt, die Künstlerkolonie und die KZ-Gedenkstätte (mit Hans-Günter Richardi; Text); Passavia, Passau 1979, ISBN 3-87616-074-X.